# Katrin Langensiepen
Katrin Langensiepen (10 de outubro de 1979) é uma política alemã da Aliança 90 / Os Verdes e membro do Parlamento Europeu desde as eleições de 2019.
No parlamento, Langensiepen tem servido desde então na Comissão do Emprego e dos Assuntos Sociais. É também membro do Intergrupo do Parlamento Europeu sobre Deficiência e do Intergrupo do Parlamento Europeu sobre o Cancro. Langensiepen é a primeira mulher deputada ao Parlamento Europeu com deficiência visível. Antes da sua eleição para o Parlamento Europeu, Langensiepen servia como membro do Conselho Municipal de Hannover. Langensiepen pediu reformas no sistema de oficinas protegidas na Europa, que oferecem treinamento vocacional para pessoas com deficiência. De acordo com Langensiepen, "na Alemanha, estamos falando de cerca de 300.000 pessoas trabalhando em oficinas protegidas por um média de um euro por hora".